# هنري جيسنبير
هنري جيسنبير (بالإنجليزية: Henry Giessenbier)‏ هو مصرفي أمريكي من سانت لويس الذي أسس الغرفة الفتية العالمية في الولايات المتحدة في سنة 1918.